# Else von Beck
Else von Beck, auch Else von Beck-Reiner (* 5. Oktober 1888 in Düsseldorf; † nach 1935), war eine deutsche Malerin der Düsseldorfer Schule sowie Bildhauerin.

## Leben
Else von Beck, Spross des Adelsgeschlechtes von Beck, studierte Malerei an der privaten Malschule des Düsseldorfer Porträtmalers Wilhelm Schneider-Didam. Sie lebte und arbeitete als Kunstmalerin in Düsseldorf. Auch trat sie vor dem Ersten Weltkrieg als Bildhauerin von Statuetten und Büsten in Erscheinung.